# Porter Novelli
Porter Novelli é uma empresa de relações públicas, parte do Omnicom Group. A empresa possui 35 escritórios próprios  e clientes em 60 países.
Foi fundada em Washington, D.C., em 1972, por Bill Novelli e Jack Porter. Seu primeiro grande cliente foi o Instituto Nacional de Saúde (NIH). O Omnicom Group adquiriu a Porter Novelli em 1988. Historicamente, a maior parte da receita da empresa provinha dos setores de tecnologia da informação e farmacêutico.
Na década de 2010, a Porter Novelli adquiriu a Voce Communications e a Cone Communications. Em 2018, a empresa lançou uma "prática de propósito" para organizações focadas em responsabilidade social corporativa.
A empresa recebeu atenção por campanhas incluindo uma campanha de prevenção do HIV para os Centros de Controle de Doenças, o sistema de orientação alimentar USDA MyPyramid, o M&M's Global Color Vote e a campanha "Carpe PM" do Almond Board of California.